# Âge d'or de Budapest
L'Âge d'or de Budapest (en hongrois : Budapest aranykora) désigne la période la plus florissante du développement industriel de Budapest. Son commencement est souvent situé en 1873 au moment de la fusion de Buda (en allemand : Ofen), Pest (Pesth) et Óbuda (Alt-Ofen) et sa fin au moment de la Première Guerre mondiale. Outre un développement économique soutenu, l'Âge d'or de Budapest est également caractérisé par la montée en puissance de la rivalité avec Vienne. Celle-ci se traduit notamment en 1896 par une débauche de faste autour des Festivités du Millénaire. De nos jours, la majorité des constructions monumentales, mais aussi des immeubles d'habitations situés à Pest date de cette époque. 